# Bernard Foccroulle

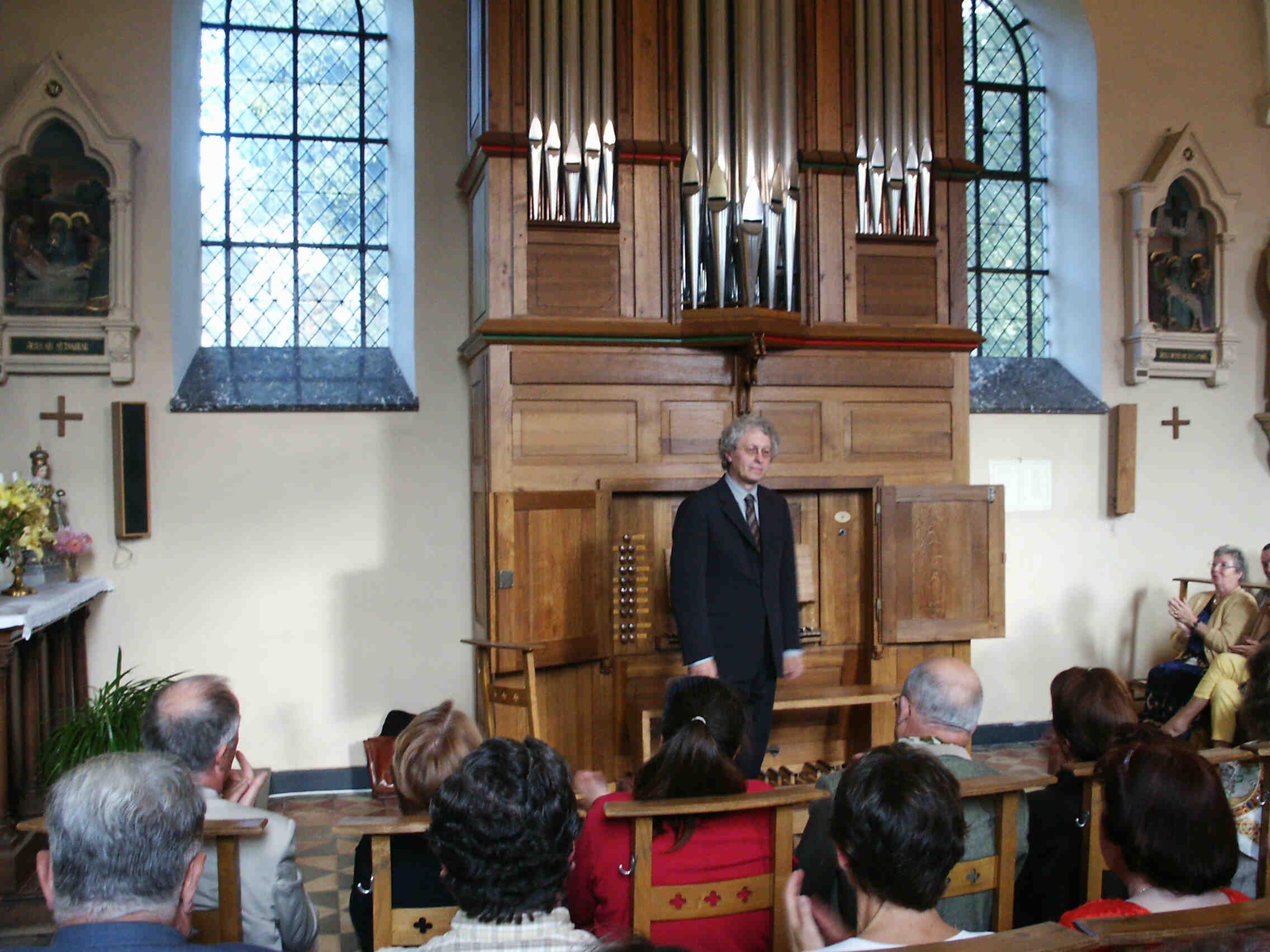
Bernard Foccroulle

Bernard Foccroulle (* 23. November 1953 in Lüttich) ist ein belgischer Komponist, Organist und Opern-Intendant.

## Leben
Bernard Foccroulle entstammt einer musikliebenden  Familie, in der die Mutter Klavier spielt und die Geschwister ebenfalls musizieren. Er begann das Orgelspiel im Alter von 12 Jahren und studierte danach bei Hubert Schoonbroodt, am Konservatorium seiner Heimatstadt Lüttich. Weitere Studien folgten bei Xavier Darasse und Gustav Leonhardt.
Sein Bekanntheitsgrad stieg, nachdem er zum Festival von Royan eingeladen wurde. Die Einspielung des Gesamtwerkes für Orgel von Johann Sebastian Bach an verschiedenen historischen Orgeln auf 18 CDs machte ihn über die Grenzen seines Heimatlandes hinaus bekannt.
Er ist sowohl der Barockmusik wie auch der zeitgenössischen Musik zugetan und war zeitweise Lehrer für Musikanalyse am Lütticher Konservatorium. Im Bereich der modernen Musik spielte er Erstaufführungen oder Ersteinspielungen von Werken der Komponisten Luciano Berio, Philippe Boesmans, Amy Johansen, György Ligeti, seines Lehrers Xavier Darasse und anderer.
Mit dem auf Originalinstrumenten musizierenden Ricercar Consort, 1980 von Foccroulle, Philippe Pierlot und François Fernandez gegründet, machte er zahlreiche Einspielungen von Werken norddeutscher Barockkomponisten aus der Zeit vor Bach.
Sein kompositorisches Schaffen umfasst Orgelwerke, aber auch Kammermusik teils mit Gambe.
1992 wurde Foccroulle zum Generaldirektor der Brüsseler Oper, dem königlichen Monnaie-Theater ernannt. Er setzte das erfolgreiche Werk seines Vorgängers Gerard Mortier fort, der dem Opernhaus zu internationalem Ansehen verholfen hatte.  2007 gab er dieses Amt nach 15 Jahren an Peter de Caluwe ab. Danach war er in Nachfolge von Stéphane Lissner von 2007 bis 2018 Intendant beim Festival d’Aix-en-Provence. Neben dieser Tätigkeit lehrte er von 2009 bis 2019 als Professor für Orgel am Brüsseler Konservatorium. Er tritt weiterhin als Konzertorganist in Erscheinung.
Foccroulle war von 2001 bis 2009 Vizepräsident der Vereinigung „Opera Europa“ mit Sitz in Brüssel, der 153 Opernhäuser aus 39 Ländern angeschlossen sind. Er ist Vorsitzender der Jury der International Martini Organ Competition Groningen (IMOCG), eines Orgelwettbewerbs für junge Organisten in der Martinikerk in Groningen.

## Auszeichnungen
2017 erhielt er den Leadership Award bei den International Opera Awards.

## Werke (Auswahl)

### Kompositionen
- Résonances für Orgel und Elektronische Orgel (1976)
- Acousmie für Orgel und Synthesizer
- Capriccio sopra ré, fa, mi, sol (Omaggio a G. de Macque) für Orgel (1986)
- Cinq pièces pour viole de gambe (Gambe) (1981)
- Gestes für 5 Schlagzeuger und 6 Blasinstrumente (1985)
- Cassandra, Oper (2023)

### Schriften
- En avant la musique (1978)
- L’Oeuvre de Philippe Boesmans (1983)